# Geissorhiza purpureolutea
Geissorhiza purpureolutea är en irisväxtart som beskrevs av John Gilbert Baker. Geissorhiza purpureolutea ingår i släktet Geissorhiza och familjen irisväxter. Inga underarter finns listade i Catalogue of Life.